# Phenylsilan
Phenylsilan ist eine chemische Verbindung aus der Gruppe der siliciumorganischen Verbindungen. Es dient beispielsweise bei der Mukaiyama-Hydratisierung als Wasserstofflieferant.

## Gewinnung und Darstellung
Phenylsilan kann durch Hydrierung von Trichlorphenylsilan mit einem Reduktionsmittel, wie Lithiumaluminiumhydrid oder Lithiumhydrid gewonnen werden:
{\displaystyle \mathrm {4\ Cl_{3}Si(C_{6}H_{5})+\ 3\ LiAlH_{4}{\xrightarrow {}}\ 4\ H_{3}Si(C_{6}H_{5})\ +\ 3\ LiCl\ +3\ AlCl_{3}} }

## Eigenschaften

### Physikalische Eigenschaften
Phenylsilan ist mit dem Toluol strukturell verwandt und hat daher ähnliche physikalische Eigenschaften, wie Siedepunkt (Phenylsilan: 120 °C, Toluol: 111 °C) und Dichte (Phenylsilan: 0,877 g·cm−3, Toluol: 0,87 g·cm−3). Phenylsilan ist löslich in organischen Lösungsmitteln. Der Brechungsindex von Diphenylsilan liegt bei nD20=1,5125

### Chemische Eigenschaften
Silane, wie Phenylsilan, sind im Wesentlichen stabil gegenüber Hydrolyse. In Gegenwart von sauren und basischen Katalysatoren, wie Triethylamin oder Kalilauge jedoch wird es  unter Wasserstoffentwicklung zum Silantriol umgewandelt:
{\displaystyle \mathrm {(C_{6}H_{5})SiH_{3}+3\ H_{2}O{\xrightarrow[{}]{Katalysator}}\ (C_{6}H_{5})Si(OH)_{3}\ +3\ H_{2}} }
Mit Alkoholen bilden sich die entsprechenden Alkoxylate. Auch hier bedarf es der Gegenwart von Katalysatoren, wie Alkalimetall-oxiden, Halogenwasserstoffen oder Metall-halogeniden:
{\displaystyle \mathrm {(C_{6}H_{5})SiH_{3}+3\ R-OH{\xrightarrow[{}]{Katalysator}}\ (C_{6}H_{5})Si(OR)_{3}\ +3\ H_{2}\ \ R=Alkyl-,Aryl-} }
Durch Umsetzung mit Chlor, Brom und Iod entstehen die entsprechenden Halogenide, wobei durch niedrigere Temperaturen die Reaktionsgeschwindigkeit kontrolliert werden kann:
{\displaystyle \mathrm {(C_{6}H_{5})SiH_{3}+\ X_{2}{\xrightarrow[{}]{}}\ (C_{6}H_{5})SiH_{2}X\ +\ HX\ \ X=Cl,Br,I} }

## Sicherheitshinweise
Phenylsilan hat einen Flammpunkt von 8 °C.